# Olympic Club Muungano
Maillots
L 'OC Muungano est un club congolais de football basé à Bukavu.
Le club est fondé le 8 mars 1945 par Biemba Damas, sous le nom d'Unerga.
Le club est classé parmi les premiers clubs de la province du Sud-Kivu.
Le club participe à plusieurs reprises à la Linafoot (la première division congolaise).

## Histoire
En 1984, l'OC Muungano joue la finale du Championnat du Zaïre (RD Congo) face l'AS Bilima de Kinshasa après avoir éliminé tour-à-tour le Sanga Balende/Mbuji-Mayi et la Zaïre Bank/Kananga.
Lors de la saison 2018-2019, le club est disqualifié de la Linafoot après trois forfaits.
Le principal adversaire du club est l'OC Bukavu Dawa.

## Palmarès
- EUFBUK : (1)
  - Vainqueur : 2002

- LIFSKI : (2)
  - Vainqueur : 2003, 2006

## Anciens joueurs
- Masudi Ndoshi
- 1948 :  Jeannot Witakenge[4]
- 1948 :  Maurice Mulonda
- 1971 :  Prosper Ndume

## Entraîneurs
- 2005 :  Bibey Mutombo
- Addy Bukaraba[5]
- Jeannot Witakenge[4]
- 2012 :  Djene Ntumba[6]
- 2018 :  Bruno Bla[7]
- 2019 :  Kasindi Bubenga[8]
- 2024 :  Ismail Jean-Marie Vianney Nduwantere
- 2025 :  Albert Mulungula